# Fort du Randouillet
Le fort du Randouillet est une fortification surplombant Briançon, dans le département des Hautes-Alpes.
Son nom proviendrait du nom de randouilles que portent les hirondelles qui nichent sur ses parois rocheuses en gavot.

## Situation
Il est construit à 1 604 m d'altitude. Il domine le fort des Têtes. En combinaison avec ce dernier et avec l'ouvrage de la Communication Y, l'ensemble avait pour rôle de verrouiller tout passage par la rive gauche de la Durance. Il assurait également la surveillance de la vallée de Cervières.

## Histoire
Le fort fut pensé par Vauban, qui élabora un projet en 1718. Sa construction a été réalisée entre 1724 et 1734. À l'époque contemporaine, il était relié à Briançon par un téléphérique militaire. Depuis le  26 janvier 1989 le fort est inscrit au titre des monuments historiques et les façades et toitures sont classées.
Le 7 juillet 2008, cet ouvrage a été classé au Patrimoine mondial de l’UNESCO,et le Service du Patrimoine en propose des visites guidées.